# Saucisson à l'ail

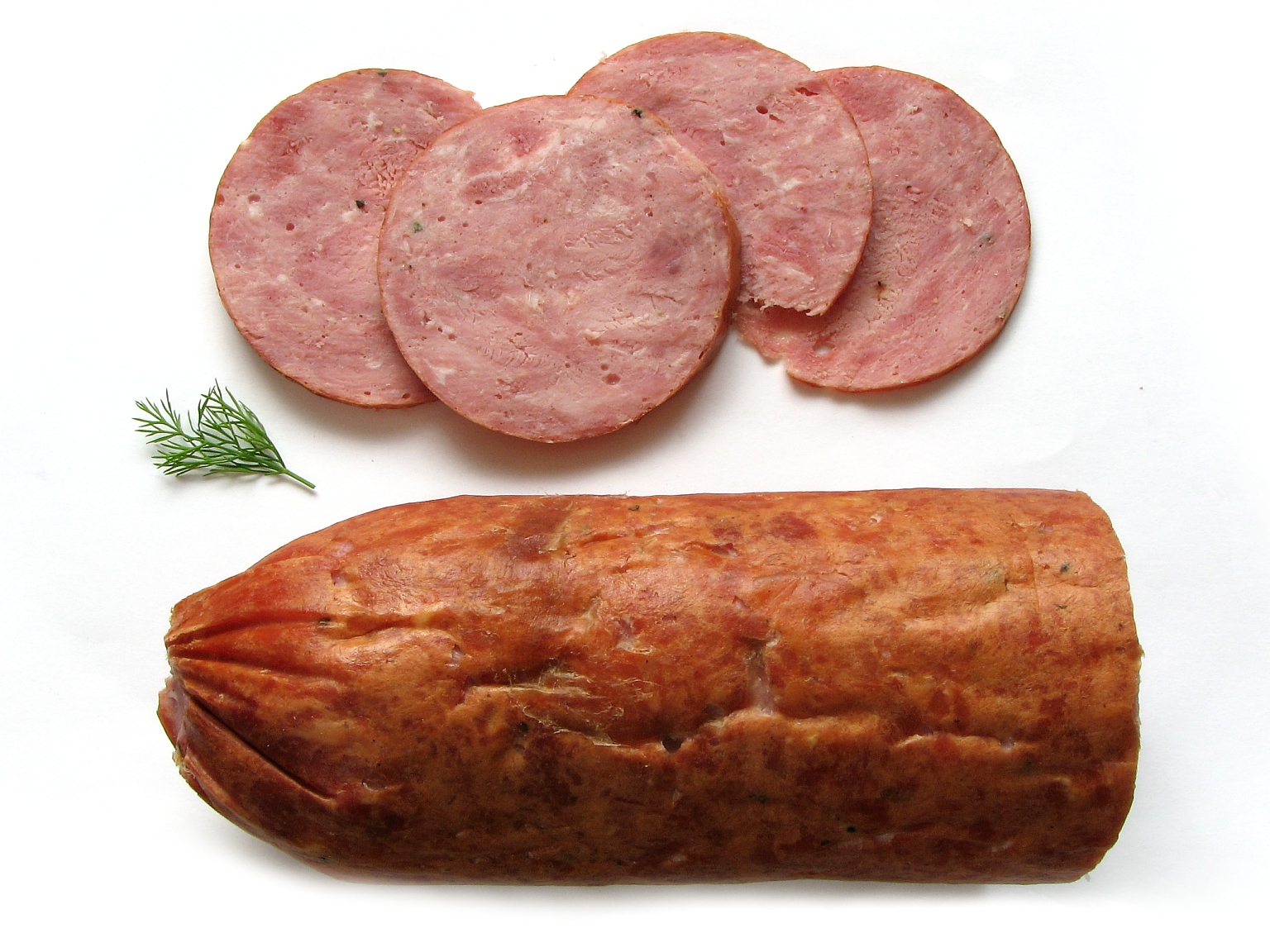
Saucisson à l'ail.

Un saucisson à l'ail, aussi appelé saucisson de Paris ou Paris-ail, est une charcuterie composée d'un hachis de viande de porc, assaisonné d'une préparation contenant du blanc d'œuf, du sel, du poivre, des épices et l'ail frais haché qui lui donne son nom. Il peut être parfois fumé.